# Italici

Cartina linguistica dell'Italia nell'età del ferro.

I sistemi linguistici parlati nella penisola italiana, nelle isole e in Nord Africa.

Nella principale accezione, gli Italici sono quei popoli indoeuropei stanziati in Italia caratterizzati dal parlare le lingue italiche (osco-umbre e latino-falische) appartenenti alla famiglia linguistica indoeuropea.
In un'accezione più ristretta, invece, con Italici si intendono esclusivamente i popoli parlanti le lingue osco-umbre e stanziati lungo la dorsale appenninica, dall'Umbria alla Calabria. In senso più esteso, ricorrente nella storiografia ma non negli studi linguistici, gli Italici comprendono tutti i popoli antichi stanziati in Italia, in cui vengono inclusi anche popoli di lingua non indoeuropea, come i Liguri, i Reti e gli Etruschi.

## Varie accezioni

### Italici come Osco-umbri o Sabellici
Nell'accezione più ristretta, Italici sono considerati, soprattutto dai linguisti, gli appartenenti ai popoli osco-umbri o sabellici, caratterizzati dall'uso delle lingue osco-umbre, ramo delle lingue italiche attestato nella Penisola italica tra il I millennio a.C. e i primi secoli del I millennio d.C. Questa è l'accezione generalmente utilizzata in linguistica e nella letteratura specialistica.

### Italici come Osco-umbri e Latino-falisci
In un'accezione più ampia, basata su un concetto di "italico comune", o lingua proto-italica, inteso più come «frutto di convergenze preistoriche e protostoriche» che una «lingua preistorica ricostruibile», Italici indica l'insieme sia dei popoli parlanti lingue osco-umbre sia quelle latino-falische, queste ultime probabilmente comprendenti anche il Siculo e il Venetico, con l'esclusione quindi di altri popoli, ugualmente di lingua indoeuropea, ma facenti parte di famiglie più ampie, estese anche in altre aree europee: come gli abitanti di Golasecca, i Galli cisalpini della famiglia celtica e gli Iapigi (Dauni, Peucezi e Messapi). Non ne farebbero parte tutta una serie di popolazioni alpine di lingua preindoeuropea quali, ad esempio, i Camuni e i Reti, gli Etruschi, gli Euganei e i Liguri (anche se per questi ultimi è stata proposta anche l'opzione indoeuropea antica).

### Italici come tutti i popoli dell'Italia antica
In accezione ancora più estesa (ma impropria sul piano linguistico) il termine "Italici" è stato impiegato anche per designare in generale tutti gli antichi popoli a sud delle Alpi, comprendendo i summenzionati Liguri, i Reti e gli Etruschi, che non parlavano lingue indoeuropee. Gli Antichi Greci designarono le popolazioni della Magna Grecia, con il termine "Italioti": anche tale termine sarebbe stato ripreso successivamente.

## L'evoluzione del concetto di "Italici"
Inizialmente, gli indoeuropeisti erano stati inclini a postulare, per i vari popoli indoeuropei parlanti lingue italiche, ovvero appartenenti a quelle famiglie linguistiche indoeuropee attestate esclusivamente in territorio italico nell'antichità, un ramo indoeuropeo unitario, parallelo per esempio a quello celtico o germanico e per questo identificato sotto la comune etichetta di "italico"; caposcuola di questa ipotesi è considerato Antoine Meillet (1866-1936). A partire dall'opera di Alois Walde (1869-1924), però, questo schema unitario è stato sottoposto a critica radicale; decisive, in questo senso, sono state le argomentazioni addotte da Vittore Pisani (1899-1990) e, in seguito anche da Giacomo Devoto (1897-1974), che ha individuato l'esistenza di due distinti rami indoeuropei nei quali è possibile inscrivere le lingue italiche e i popoli che le parlavano. Variamente riformulate negli anni successivi alla seconda guerra mondiale, le varie ricostruzioni relative all'esistenza di due diverse famiglie indoeuropee si sono definitivamente imposte, anche se i tratti specifici che le separano o che le avvicinano, nonché i processi esatti di formazione e di penetrazione in Italia, restano oggetto di ricerca da parte della linguistica storica.